# Kepler-444
Désignations
Kepler-444, également désignée HIP 94931, est un système d'étoiles triple de la constellation boréale de la Lyre. Il est situé à une distance d'environ 36,48 ± 0,04 pc (∼119 al) du Soleil. Son étoile primaire est une naine orange de type spectral K0V qui possède au moins cinq exoplanètes confirmées. Ses compagnons sont deux nains rouges qui tournent toutes deux l'une autour de l'autre.

## Kepler-444 A
Kepler-444 A est une naine orange est de type spectral K0V. Elle est l'objet primaire d'un système planétaire contenant au moins cinq planètes (toutes confirmées) : Kepler-444 b, Kepler-444 c, Kepler-444 d, Kepler-444 e et Kepler-444 f. Détectées par le télescope spatial Kepler, leur découverte a été annoncée le 27 janvier 2015. À la date de sa découverte, il s'agit du « plus ancien système planétaire connu dans notre galaxie »,. Son âge étant estimé à environ 11,2 milliards d'années.

### Système planétaire
| Planète      | Masse | Demi-grand axe (ua) | Période orbitale (jours) | Excentricité | Inclinaison | Rayon    |
| ------------ | ----- | ------------------- | ------------------------ | ------------ | ----------- | -------- |
| Kepler-444 b | —     | 0,041 78            | 3,600 010 53             | 0,16         |             | 0,4 R🜨   |
| Kepler-444 c | —     | 0,048 81            | 4,545 884 1              | 0,31         |             | 0,497 R🜨 |
| Kepler-444 d | —     | 0,06                | 6,189 392                | 0,18         |             | 0,53 R🜨  |
| Kepler-444 e | —     | 0,069 6             | 7,743 493                | 0,1          |             | 0,546 R🜨 |
| Kepler-444 f | —     | 0,081 1             | 9,740 486                | 0,29         |             | 0,741 R🜨 |

## Kepler-444 B et C
Le système de Kepler-444 comprend, en plus de la naine orange et de ses planètes, une paire d'étoiles de type M. Ces deux naines rouges forment un sous-système binaire spectroscopique à raies doubles. Elles orbitent l'une autour de l'autre à une distance de moins de 0,3 ua. Elles tournent autour de l'étoile primaire selon une orbite particulièrement excentrique d'une période de 198 ans. S'approchant jusqu'à 5 ua d'elle, la paire pourrait avoir sévèrement tronqué le disque protoplanétaire au sein duquel les planètes se sont formées, entre 1 et 2 ua. Le disque se serait ainsi sévèrement appauvri en matériel solide disponible et ce qui restait a alors formé les planètes observées.